# Womelsdorf (Virginie-Occidentale)
Pour l’article homonyme, voir  Womelsdorf (Pennsylvanie).
Womelsdorf est une ville du comté de Randolph, en Virginie-Occidentale, aux États-Unis. Également appelée Coalton, la ville doit son nom à O. C. Womelsdorf, son premier exploitant de charbon (coal en anglais).

## Démographie
| 1920 | 1930 | 2000 |
| ---- | ---- | ---- |
| 833  | 373  | 247  |